# Dual Transfer Mode
Der Dual Transfer Mode (DTM) ist ein Übertragungsprotokoll, das auf dem GSM-Standard basiert. Es unterstützt die gleichzeitige Übertragung von Sprache (leitungsvermittelt) und Daten (paketvermittelt) über den gleichen Funkkanal (ARFCN).